# 日立総合計画研究所
株式会社日立総合計画研究所（ひたちそうごうけいかくけんきゅうじょ）は、東京都千代田区に本社を置く日立グループのシンクタンク。日立グループが重点的に取り組んでいる事業分野を中心に研究を行っている。

## 概要
- 沿革　1973年5月31日に資本金2億円で設立
- 株主　日立製作所
- 本社所在地　東京都千代田区外神田一丁目18番13号 秋葉原ダイビル
- 取締役社長　溝口健一郎